# 雲の劇団雨蛙
雲の劇団雨蛙（くものげきだんあまがえる）は、日本の劇団。2012年、声楽家・演出家の朝日山裕子と、劇作家・演出家の岡田和歌冶を中心に、第一回劇王中国ブロック大会にて旗揚げ。
主な拠点を島根県出雲市と神奈川県川崎市に置き、全国で活動している。
『雲劇プロデュース』と題して、劇団員それぞれの個性を生かしたコンセプト企画を立ち上げ様々な経験の場を提供しているほか、神在月には島根県出雲市にて主催事業『雲劇祭』(くもげきさい)を開催。(現在休止中。次回2022年予定)

## 主な受賞歴
利賀演劇人コンクール2017 奨励賞、観客賞。
第一回しまね演劇コンクール中浦食品賞。
第七回中国ブロック劇王決定戦 劇王。

## 雲劇プロデュース
- 雲の劇団雨蛙 合唱部
- 芝居ヌ、
- 女子の会
- 西向く士、東へ
- ふたり語り
- 偏屈なボクのサロン
- 四畳半の演劇集

ほか